# اشوزوشت
| اشوزوشت | اشوزوشت             |
| --- | ------------------- |
| به خاطر خاستگاه شمالی و سردسیریافسانه‌های اوستا شاید جغد اشوزوشت الهام‌گرفتهاز جغد برفی (در تصویر) بوده باشد. |                     |
| کیستی: | جغد افسانه‌ای ایرانی |
| نام دیگر:                                                                                                   | مرغ بهمن            |
| معنی نام:                                                                                                   | دوست حق             |
| آفریننده:                                                                                                   | خدایگان             |
| دشمن: | دیوهای مازَنی        |
| ویژگی‌ها: | دانستن کتاب مقدس    |

اَشوزوشت (Ašō.zušta) یا مُرغ بَهمَن نام جغد افسانه‌ای در اسطوره‌های ایرانی است که ناخن می‌خورد.
در اسطوره‌های ایرانی، اشوزوشت را خدایگان آفریده‌اند تا در برابر اهریمن قرار گیرد.
او کتاب می‌داند و هنگامی که گفتارهای کتاب مقدس را برمی‌خواند دیوها به ترس می‌افتند.
در «صددر» آمده: «خدایگان به افزونی مرغی بیافریده است که او را «آشوزوشت» خوانند و «بهمن‌مرغ» نیز خوانند.
وردی که باید از سوی دین‌داران خوانده شود این است:
«ای مرغ اشوزوشت! از این ناخن‌ها به تو آگاهی می‌دهم و آن‌ها را ویژةٔ تو می‌دانم. باشد تا برای تو نیزه‌ها و کاردهای بسیاری شوند، کمان‌ها و تیرهای شاهین‌پر بسیار و فلاخن‌های بسیاری شوند علیه دیوان مازنی.»
این گونه افسانه‌ها و داستان‌های باستانی ممکن است در طول تاریخ به نحوی دستخوش تغییر قرار گرفته باشند.